# Opheodesoma radiosa
Opheodesoma radiosa is een zeekomkommer uit de familie Synaptidae.
De wetenschappelijke naam van de soort werd in 1830 gepubliceerd door Lesson.